# Toxorhina cisatlantica
Toxorhina cisatlantica är en tvåvingeart som beskrevs av Paul Gustav Eduard Speiser 1908.
Toxorhina cisatlantica ingår i släktet Toxorhina och familjen småharkrankar. Artens utbredningsområde är Kamerun. Inga underarter finns listade i Catalogue of Life.